# امپارافاراولا
امپارافاراولا (به لاتین: Amparafaravola) یک سکونتگاه مسکونی در ماداگاسکار است که در آلائوترا-مانگورو واقع شده‌است.

## خصوصیات
امپارافاراولا ۴۷٬۰۰۰ نفر جمعیت دارد و ۷۹۲ متر بالاتر از سطح دریا واقع شده‌است.